# 蕾娜·菲莉森
瑪麗亞·瑪格達萊娜·“蕾娜”·菲莉森（英語：Maria Magdalena "Lena" Philipsson，1966年1月19日–），是一名瑞典歌手、音樂創作人、媒體人。她曾代表瑞典參加2004年歐洲歌唱大賽並獲得第五名。

## 音樂作品

### 錄音室專輯
- 《Kärleken är evig》（1986）
- 《Dansa i neon》（1987）
- 《Talking in Your Sleep》（1988）
- 《My Name》（1989）
- 《A Woman's Gotta Do What a Woman's Gotta Do》（1991）
- 《Fantasy》（1993）
- 《Lena Philipsson》（1995）
- 《Bästa vänner》（1997）
- 《Det gör ont en stund på natten men inget på dan》（2004）
- 《Jag ångrar ingenting》（2005）
- 《Lena and Orup: Dubbel》（2008）
- 《Världen snurrar》（2012）
- 《Jag är ingen älskling》（2015）

## 外部連結
- （瑞典文） www.lenaphilipsson.com (LenaPHilipsson)
- （瑞典文） Official website （页面存档备份，存于）